# 1982年5月29日香港暴雨
五二九雨災是香港的一場暴雨，發生於1982年5月29日，共造成29死50傷。

## 意外經過
1982年5月29日，香港在暴雨過後，多處發生山泥傾瀉，較嚴重的有東九龍藍田、港島筲箕灣區及屯門公路。其中在藍田，3處寮屋區同時發生泥石流，包括藍田第一村、第三村第二段及玄武村，僅在東九龍藍田已奪去5條人命，其中3人來自一年前遭祝融光顧的玄武村，當時大火幾乎將整個寮屋區毀滅，遺下未被烈火波及的40間寮屋卻因斜坡上空出的平地增加，導致嚴重的水土流失，而導致悲劇重演。在筲箕灣淺水碼頭村亦有一幅15米高的斜坡塌下，淹沒山腳的4間寮屋，1人因睡夢中來不及走避而喪生，40戶民居需緊急疏散，當時港島綫首期和東區走廊二期剛於同年3月11日和5月20日動工興建，並於3年後（1985年）完成。今次雨災除影響範圍遍及全港，導致29人死亡外，亦造成50人受傷。

## 後續情況
香港基督徒學生福音團契於同年8月1日成立了「基督徒關懷木屋區小組」，並且於翌年成立香港木屋區福音團契，再於1999至2002年易名為現時之城市睦福團契；藍田寮屋區於數年內被收回，興建德田邨以安置藍田邨重建戶及修築碧雲道及連德道，同時也闢出藍田公園。為發展耀東邨、興東邨等物業，淺水碼頭村連同比鄰的若干個寮屋區被收回，並平整該區的山坡；另位於屯門公路往九龍方向斜坡，在多年後亦被填平闢作巴士專線。